# Nico Verdonck

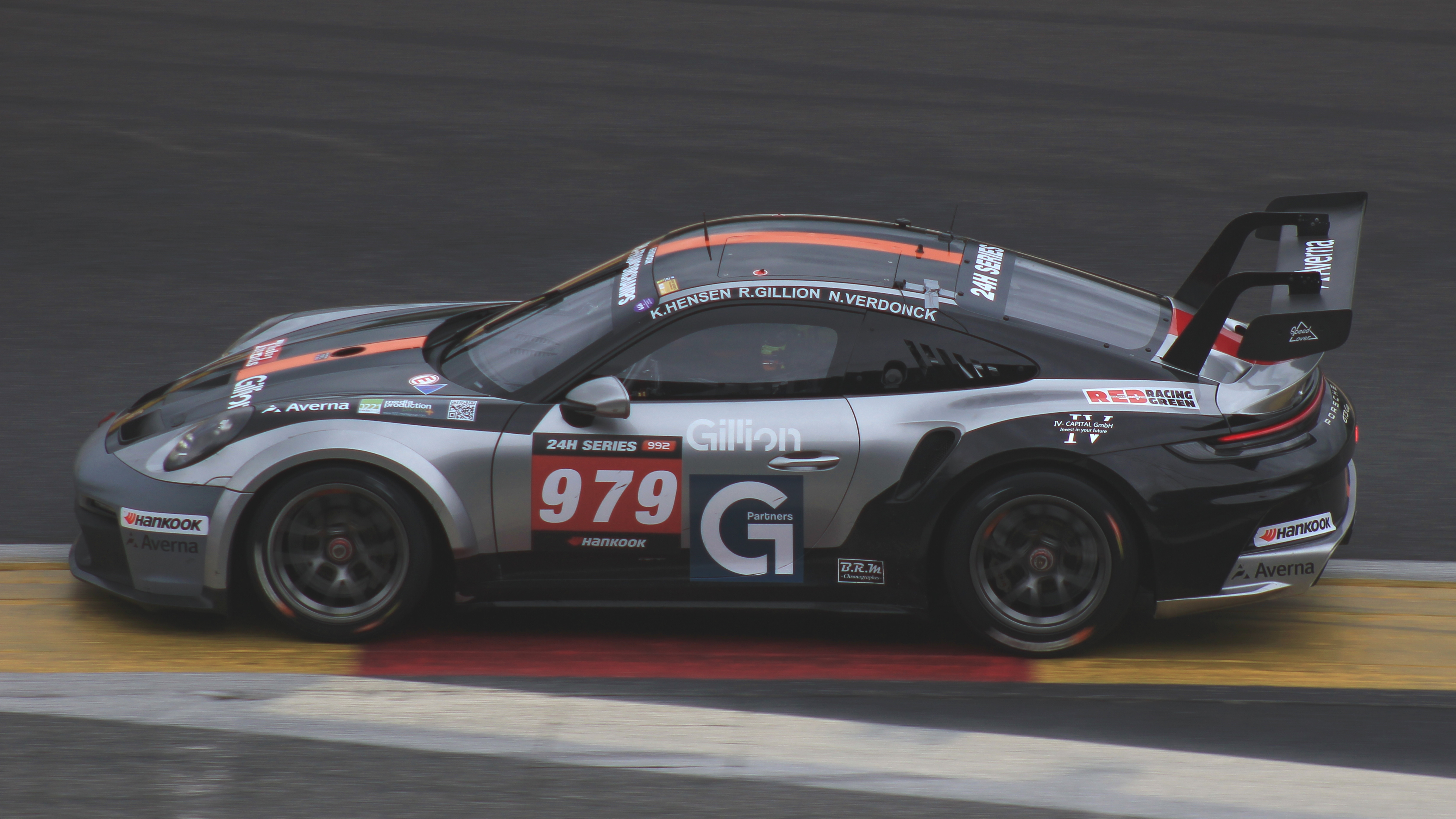
Der von Nico Verdonck gefahrene Porsche 992 GT3 Cup 2023 in Spa-Francorchamps

Nico Verdonck (* 5. Dezember 1985 in Brüssel) ist ein belgischer Rennfahrer.

## Karriere
Verdonck begann seine Motorsportkarriere 1998 im Kartsport, in dem er bis 2002 aktiv war. 2003 wechselte der Nachwuchsrennfahrer in die belgische Formel Renault und gewann auf Anhieb den Vizemeistertitel der Serie. Mit erst einem Jahr Erfahrung im Formelsport wechselte Verdonck 2004 in die internationale Formel-3000-Meisterschaft, die im Rahmenprogramm der Formel 1 ausgetragen wurde, zum belgischen Team Astromega. Der Belgier, der erst 18 Jahre alt war, wurde zum jüngsten Fahrer in der Geschichte der Formel 3000. Er erreichte als beste Platzierung einen achten Platz und belegte am Saisonende den 15. Platz in der Gesamtwertung und lag somit vor seinen beiden Teamkollegen Jan Heylen und Olivier Tielemans. Für das letzte Rennwochenende wurde er durch Raffaele Giammaria ersetzt.
2005 fand Verdonck weder ein Cockpit in der GP2-Serie, der Nachfolgeserie der Formel 3000, noch in einer anderen Rennserie. Allerdings startete er im Verlauf der Saison als Gastfahrer in der Formel-3-Euroserie. 2006 erhielt der Belgier erneut kein Cockpit und er musste sich mit zwei Einsätzen in der spanischen Formel-3-Meisterschaft zufriedengeben. 2007 wechselte Verdonck in den deutschen Formel-3-Cup zu JB Motorsport und bestritt erstmals seit zwei Jahren wieder eine komplette Saison. Mit einem Sieg belegte er am Saisonende hinter seinem Teamkollegen und Landsmann Frédéric Vervisch den dritten Gesamtrang. 2008 wechselte der Belgier zu RP Motorsport in die italienische Formel-3-Meisterschaft. Nachdem die Saison mit zwei Podest-Platzierungen am ersten Rennwochenende gut gestartet war, musste er sein Engagement bereits nach vier Rennwochenenden beenden, da sein Team die Meisterschaft verlassen hatte.
2009 kehrte Verdonck dem Formelsport den Rücken und wechselte zu den Sportwagenrennen. Für DAMS startete er in der Formel Le Mans und gewann mit acht Siegen den Meistertitel. Außerdem startete er 2008 und 2009 bei je zwei Rennen der belgischen GT-Meisterschaft.

## Statistik

### Karrierestationen
- 1998–2002: Kartsport
- 2003: Belgische Formel Renault (Platz 2)
- 2004: Formel 3000 (Platz 15)
- 2005: Formel-3-Euroserie
- 2006: Spanische Formel-3-Meisterschaft (Platz 20)
- 2007: Deutscher Formel-3-Cup (Platz 3)
- 2008: Italienische Formel-3-Meisterschaft (Platz 8)
- 2009: Formel Le Mans (Meister)